# Musica Jazz
Musica Jazz ist eine monatlich erscheinende italienische Jazz-Zeitschrift. Sie erscheint seit Juli 1945 und ist damit eine der ältesten noch heute erscheinenden Jazz-Zeitschriften überhaupt und gilt als bedeutendste italienische Jazzzeitschrift. Erscheinungsort ist Mailand und die Publikationssprache italienisch.
Seit 1981 gab es auch immer wieder begleitende LPs und (ab 1991) CDs zu den Heften.
Chefredakteur war seit der Gründung 1945 Arrigo Polillo, der von 1965 bis zu seinem Tod 1984 Herausgeber war. Seit 2012 ist der Journalist und Übersetzer Luca Conti (* 1962) Herausgeber.
2009 wechselte der Verlag von Hachette-Rusconi zu 22 Publishing.